# جوشوا كي (لاعب كرة قدم)
جوشوا كي (بالإنجليزية: Joshua Key)‏ هو لاعب كرة قدم بريطاني في مركز الوسط، ولد في 1999 في إنجلترا في المملكة المتحدة. لعب مع نادي إكزتر سيتي.

## وصلات خارجية
- جوشوا كي (لاعب كرة قدم) على موقع Soccerbase.com (لاعب) (الإنجليزية)
- جوشوا كي (لاعب كرة قدم) على موقع Soccerway.com (الإنجليزية)